# UTC+11:00
UTC+11:00 est un fuseau horaire, en avance de 11 heures sur UTC,.

## Zones concernées

### Toute l'année
UTC+11:00 est utilisé toute l'année dans les pays et territoires suivants :
- France :  Nouvelle-Calédonie.

- États fédérés de Micronésie :
  - Kosrae ;
  - Pohnpei.

- Russie (zone 10) :
  -  Oblast de Magadan ;
  -  Sakha (partie orientale) ;
  -  Oblast de Sakhaline.

- Îles Salomon ;
- Papouasie-Nouvelle-Guinée :  Bougainville ;
- Vanuatu.

### Heure d'hiver (hémisphère nord)
- Australie :  Île Norfolk[3].

### Heure d'hiver (hémisphère sud)
Aucune zone n'utilise UTC+11 pendant l'heure d'hiver (dans l'hémisphère sud) et UTC+12 à l'heure d'été.

### Heure d'été (hémisphère nord)
Aucune zone n'utilise UTC+11 pendant l'heure d'été (dans l'hémisphère nord) et UTC+10 à l'heure d'hiver.

### Heure d'été (hémisphère sud)
Les zones suivantes utilisent UTC+10:00 pendant l'heure d'hiver (dans l'hémisphère sud) et UTC+11:00 à l'heure d'été :
- Antarctique : Base antarctique Casey.
- Australie :
  -  Nouvelle-Galles du Sud (sauf Broken Hill et île Lord Howe) ;
  -  Tasmanie ;
  -  Territoire de la capitale australienne ;
  -  Victoria.

La zone suivante utilise UTC+10:30 pendant l'heure d'hiver (dans l'hémisphère sud) et UTC+11:00 à l'heure d'été :
- Australie : Île Lord Howe.

Contrairement à la pratique courante, l'île Lord Howe ne se décale pas d'une heure à l'heure d'été, mais juste de 30 min.

### Résumé
Le tableau suivant résume la répartition du fuseau horaire sur les terres émergées :
| Utilisation                                     | Superficie (km²) | Population (hab.) | Densité (hab./km²) | Pays/Territoires |
| ----------------------------------------------- | ---------------- | ----------------- | ------------------ | ---------------- |
| UTC+11:00 toute l'année                         | +3 290 000,      | +03 200 000,      | +01,               | +5,              |
| UTC+10:00 en hiver, UTC+11:00 en été (hém. sud) | +1 140 000,      | +13 650 000,      | +12,               | +1,              |
| UTC+10:30 en hiver, UTC+11:00 en été (hém. sud) | +00 00015,       | +0 000350,        | +24,               | +1,              |
| UTC+11:00 en hiver, UTC+12:00 en été (hém. sud) | +00 00035,       | +0002 300,        | +67,               | +1,              |
| Total                                           | +4 430 000,      | +16 850 000,      | +04,               | +8,              |

## Caractéristiques

### Géographie
UTC+11:00 est en avance de 11 heures sur UTC. Il correspond à peu près à l'heure solaire moyenne de 165° Est. Pour des raisons pratiques, les pays utilisant ce fuseau horaire couvrent une zone bien plus étendue. En particulier, les zones russes utilisant UTC+11 sont situées à la même longitude que d'autres utilisant UTC+9 ou UTC+10 et ne sont pas traversées par le méridien de 165° Est.
Dans l'Antarctique, la base Casey utilise le fuseau horaire de l'est de l'Australie, étant ravitaillée par ce pays. Elle utilise donc UTC+11:00 à l'heure d'été. Il s'agit du premier endroit apercevant le soleil lors d'une nouvelle année, celui-ci étant levé à minuit à ce moment-là.

#### Solstices
Au solstice de juin, les horaires de lever et de coucher de soleil sont les suivants :
- Birobidjan (Russie, 132° 56′ E) : Lever à 6 h 7, zénith à 14 h 10 et coucher à 22 h 13 ;
- Honiara (Salomon, 159° 49′ E) : Lever à 6 h 37, zénith à 12 h 23 et coucher à 18 h 9 ;
- Ioujno-Sakhalinsk (Russie, 142° 43′ E) : Lever à 5 h 36, zénith à 13 h 31 et coucher à 21 h 26 ;
- Khabarovsk (Russie, 135° 06′ E) : Lever à 5 h 59, zénith à 14 h 1 et coucher à 22 h 3 ;
- Nouméa (Nouvelle-Calédonie, 166° 27′ E) : Lever à 6 h 34, zénith à 11 h 56 et coucher à 17 h 18 ;
- Palikir (Micronésie, 158° 09′ E) : Lever à 6 h 15, zénith à 12 h 29 et coucher à 18 h 44 ;
- Port-Vila (Vanuatu, 168° 19′ E) : Lever à 6 h 18, zénith à 11 h 49 et coucher à 17 h 20 ;
- Verkhoïansk (Russie, 133° 23′ E) : Lever au soleil de minuit, zénith à 3 h 8 et coucher au soleil de minuit ;
- Vladivostok (Russie, 131° 54′ E) : Lever à 6 h 35, zénith à 14 h 14 et coucher à 21 h 54.

Au solstice de décembre :
- Base antarctique Casey (Antarctique, 110° 31′ E) : Lever au soleil de minuit, zénith à 15 h 36 et coucher au soleil de minuit ;
- Canberra (Australie, 149° 07′ E) : Lever à 5 h 47, zénith à 13 h 2 et coucher à 20 h 17 ;
- Hobart (Australie, 147° 20′ E) : Lever à 6 h 30, zénith à 13 h 9 et coucher à 20 h 48 ;
- Île Lord Howe (Australie, 159° 05′ E) : Lever à 6 h 17, zénith à 12 h 22 et coucher à 19 h 27 ;
- Île Macquarie (Australie, 158° 51′ E) : Lever à 3 h 47, zénith à 12 h 23 et coucher à 20 h 59 ;
- Melbourne (Australie, 144° 58′ E) : Lever à 6 h 56, zénith à 13 h 18 et coucher à 20 h 41 ;
- Sydney (Australie, 151° 12′ E) : Lever à 6 h 43, zénith à 12 h 53 et coucher à 20 h 4.

### Identifiants
Dans la tz database, les identifiants concernés par UTC+11:00 sont :
- Antarctica/Casey ;
- Antarctica/Macquarie ;
- Asia/Sakhalin ;
- Asia/Vladivostok ;
- Australia/Canberra ;
- Australia/Currie ;
- Australia/Hobart ;
- Australia/Lord_Howe ;
- Australia/Melbourne ;
- Australia/Sydney ;
- Australia/Victoria.

## Historique

### Australie

Fuseaux horaires de l'Australie; UTC+11:00 est indiqué en bleu foncé.

En 1892, l'Australie adopte une standardisation de l'heure basée sur Greenwich Mean Time (GMT). Effective en février 1895, elle place l'Australie-Occidentale 8 heures en avance sur GMT, l'Australie-Méridionale (et le Territoire du Nord, qu'elle gouverne alors) 9 heures en avance et l'est de l'Australie 10 heures en avance.
L'utilisation de l'heure d'été conduit par la suite le sud de l'est de l'Australie à s'avancer en UTC+11:00 pendant une partie de l'année.
Le territoire extérieur de l'île Norfolk, précédemment situé dans le fuseau UTC+11:30, adopte UTC+11:00 le 4 septembre 2015. Dès octobre 2019, l'île instaure l'heure d'été.

### Russie

Fuseaux horaires de la Russie ; UTC+11:00 est indiqué en mauve.

Le 27 mars 2011, toute la Russie abandonne l'heure d'hiver : au lieu de passer d'UTC+10 en hiver à UTC+11 en été, toute la zone actuellement concernée est fixée à UTC+11.